# Montana Jones
Montana Jones (モンタナ・ジョーンズ, Montana Jōnzu) is een komische animeserie die oorspronkelijk werd uitgezonden in Japan van 2 april 1994 tot 8 april 1995. De serie bestaat uit 52 afleveringen. De serie is in totaal in meer dan 30 landen uitgezonden, waaronder in Nederland op AVRO, Kindernet en Nickelodeon.

## Verhaal
De serie speelt zich af in de jaren 30 van de 20e eeuw, in een wereld bewoond door antropomorfe dieren. Het verhaal draait om de avonturiers Montana Jones, zijn neef Alfred Jones en de journaliste Melissa Sone.
Alfred is zeer geïnteresseerd in allerlei schatten en kunstvoorwerpen. Hij bestudeert ze graag. De drie avonturiers gaan geregeld op schattenjacht in historische plaatsen en gebouwen zoals de Piramide van Cheops, de Taj Mahal en Paaseiland. Doel van het drietal is de schatten die daar liggen te vinden en naar een museum te brengen voordat ze in handen vallen van handelaren die ze op de zwarte markt willen verkopen.
Het drietal wordt tegengewerkt door een bende onder leiding van Lord Zero, zijn hulpjes Slim en Slam met diens handlanger Dr. Nitro.

## Personages
Montana JonesEen jonge avonturier die altijd op zoek is naar het onbekende. Hij is niet bang voor wat gevaarlijkere dingen, zoals het uit vliegtuigen springen zonder parachute. Samen met zijn neef Alfred reist hij de hele wereld af om schatten te zoeken voor zijn neefs docent Professor Gerrit. Om geld te verdienen werkt hij in het restaurant van zijn tante. Hij heeft dit geld nodig voor Kitty, zijn Supermarine GS watervliegtuig, dat van ellende aan elkaar hangt, maar de twee avonturiers, niet zonder problemen, overal naartoe brengt.
Alfred JonesIn vrijwel alles Montana's tegenpool. Alfred doet niets liever dan oude culturen, vreemde talen en schatten bestuderen. Hij heeft eigenlijk een hekel aan veel reizen, maar zijn vroegere docent professor Gerrit blijft maar langspeelplaten sturen met nieuwe opdrachten. Elke keer als hij in het watervliegtuig van Montana stapt, vreest hij het ergste. Hij is dol op zijn moeder, en op spaghetti bolognese, waarvan Alfred elke dag borden van moet eten om in leven te blijven. Verder kan hij zelf ook aardig koken. Behalve aan reizen heeft hij ook een hekel aan gevaar. Hij kan niet zwemmen.
Melissa SoneEen journaliste en de dochter van een diplomaat. Ze is gek op inkoopjes doen. Ze is een echte jurkendrager en komt vaak te laat bij haar kapper en manicure, doordat Montana haar altijd meesleept in de avonturen. Ze heeft vaak moeite Montana bij te benen, omdat ze altijd op hoge hakken loopt. Buiten inkoopjes doen is ze diep van binnen ook gek op avontuur en daarom gaat ze vaak met Montana mee op reis.
Lord ZeroLord Zero is de in- en inslechte schurk die het net als Montana heeft voorzien op kostbare schatten, maar dan voor zijn eigen gewin. Hij krijgt ze meestal ook wel in handen, maar telkens krijgen Montana en Alfred de schat weer te pakken. Dat gebeurt meestal door een fout van zijn helpers: Slim, Slam of dr. Nitro. Hij heeft 100.000 wandelstokken die allemaal hun eigen eigenaardigheden hebben. Zo heeft hij stokken met geweren, netten, verrekijkers en nog veel meer leuke functies. Hij heeft bijna altijd een slecht humeur. Zero heeft een gruwelijke hekel aan het excuus "Het was niet gebeurd als u me meer tijd en geld had gegeven".
Slim & SlamSlim en Slam zijn de hulpjes van Lord Zero. Ze hebben een niet al te hoog IQ, maar weten wel dat hun baas altijd een slecht humeur heeft en dat ze beter zelf naar schatten kunnen zoeken, maar hun trouw is toch groter dan hun moed. Zij moeten dan ook altijd alle klusjes opknappen voor Zero, en als er iets mis gaat, krijgen ze er gigantisch van langs. Slim is de dikste van de twee en Slam de dunste. Dat neemt niet weg dat ze allebei heel erg van eten houden.
Dr. NitroDoctor Nitro is ook een hulpje van Lord Zero en is een geniale uitvinder. Hij vindt de meest bizarre toestellen uit, die het geen van alle goed doen. Hij heeft hiervoor altijd het excuus "Het was niet gebeurd als u me meer tijd en geld had gegeven". Hij is altijd heel zuinig op zijn machines, alleen gaan ze meestal kapot door de overbelasting van Lord Zero.

## Afleveringen
1. Het geheim van het goudmedaillon
2. De reuzen-inktvis
3. Op schattenjacht in Istanbul
4. De vondst van de edelstenen Bijbel
5. Het zijden tapijt van de Taj Mahal
6. De verschrikkelijke sneeuwman
7. De Farao's graf
8. Koning Arthurs zwaard
9. De geheime code van de Inca's
10. Misdadigers in Chinatown
11. Op avontuur bij de Vikingen
12. De schat onder de woestijn
13. De geheimen van de droge fontein
14. Een geheime ingang in het kasteel
15. De onderaardse watervallen
16. Ontvoering naar kasteel Mauleon
17. Het modderige gevecht voor de toekomst
18. De Gouden Draak van Hongkong
19. De verstopte vliegmachine
20. De klok van Iwan de Verschrikkelijke
21. Achtervolgingsjacht in de goudmijn
22. De reddende boemerang
23. Aanval van de haaien
24. De stortvloed daalt neer
25. Noodlanding op het Paaseiland
26. De gezonken goudklok
27. De bandietenaanval in Mongolië
28. Het spookhuis in Schotland
29. Zoekend door het labyrint van Koning Minos
30. Het Colombische oerwoud
31. Redding voor de nijlkrokodillen
32. De schat van de kalief
33. Het geheime piratenschip
34. Noodlanding op schateiland
35. Avontuur in China
36. Kris kras door Oostenrijk
37. De kroon van de Tsaar
38. Marie Antoinettes collier
39. Het verborgen land Lemurië
40. Het geheim van Mont St. Michèl
41. De stenen draak
42. De Artemis Tempel
43. In het Chaco-Canyon
44. Reis naar Transsylvanië
45. Op zoek in Toscana
46. Ormeca
47. Marco Polo's erfenis
48. Verdwaald in de woestijn
49. De bakker en de ridderzaal
50. Keanu, de dochter van het opperhoofd
51. De monnik en de samurai
52. Vermist in Afrika

## Rolverdeling
Aan de Nederlandstalige versie van de serie hebben de volgende acteurs hun stemmen verleend:
- Montana Jones (Frans van Deursen)
- Alfred Jones (Rob van de Meeberg)
- Melissa (Marjolein Algera)
- Lord Zero (Jan Anne Drenth)
- Slim (Reinder van der Naalt)
- Slam (Jan Nonhof)
- Doctor Nitro (Serge-Henri Valcke)

## Trivia
- Er bestaat ook een manga van de serie.
- De muziek van de serie is gecomponeerd door de bekende Japanse band The Alfee.
- Marco Pagot en Gi Pagot, de bedenkers van Montana Jones, werkten ook aan de animeserie Sherlock Hound. Derhalve vertonen de twee series grote gelijkenissen.
- De naam Montana Jones is een referentie naar Indiana Jones.